# Voleibol platja als Jocs Olímpics d'Estiu del 2000
Als Jocs Olímpics d'Estiu del 2000 celebrats a la ciutat de Sydney (Austràlia) es disputaren 2 competicions de voleibol platja, una en categoria masculina i una altra en categoria femenina. La competició se celebrà entre els dies 16 i 26 de setembre del 2000 a la Bondi Beach.
Hi participaren un total de 96 jugadors, entre ells 48 homes i 48 dones, de 23 comitès nacionals diferents.

## Resum de medalles
| Prova                       | Or                                          | Argent                                   | Bronze                               |
| Categoria masculina Detalls | Estats Units Dain Blanton · Eric Fonoimoana | Brasil Zé Marco de Melo · Ricardo Santos | Alemanya Axel Hager · Jörg Ahmann    |
| Categoria femenina Detalls  | Austràlia Natalie Cook · Kerri Pottharst    | Brasil Adriana Behar · Shelda Bede       | Brasil Adriana Samuel · Sandra Pires |

## Medaller
| Posició | País         | Or | Argent | Bronze | Total |
| 1       | Austràlia    | 1  | 0      | 0      | 1     |
| 1       | Estats Units | 1  | 0      | 0      | 1     |
| 3       | Brasil       | 0  | 2      | 1      | 3     |
| 4       | Alemanya     | 0  | 0      | 1      | 1     |